# Ostrauer Becken

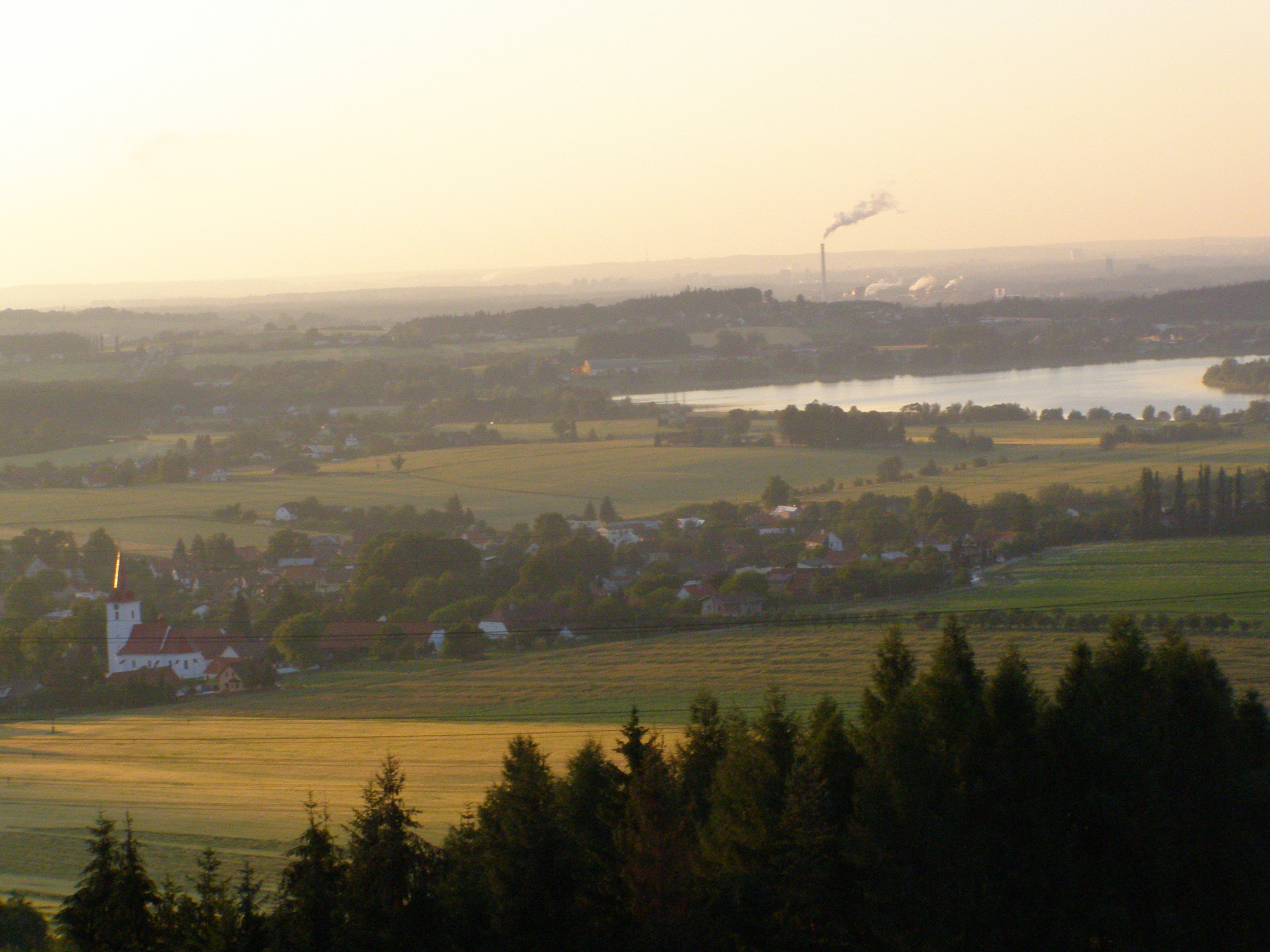
Bei Palkowice

Das Ostrauer Becken (tschechisch Ostravská pánev, polnisch Kotlina Ostrawska) in Polen und Tschechien ist ein großer Talkessel in Schlesien am Fuße der Beskiden. Es liegt auf einer Höhe von 250 m n.p.m. und bedeckt eine Fläche von 600 km².

## Geografie
Das Ostrauer Becken ist Teil des Nördlichen Karpatenvorlands und erstreckt sich am oberen Lauf der Oder und Olsa zwischen den Schlesischen Beskiden im Osten sowie dem Sudeten im Westen. Südlich schließt sich die Mährische Pforte und nördlich die Schlesische Niederung und das Auschwitzer Becken an.
Das Ostrauer Becken ist dicht besiedelt. Größere Städte sind Cieszyn, Wodzisław Śląski und Ostrau. Die Region ist insbesondere auf tschechischer Seite stark industriell geprägt.